# Дублін Тауншип (округ Гантінгдон, Пенсільванія)
Дублін Тауншип (англ. Dublin Township) — селище (англ. township) в США, в окрузі Гантінгдон штату Пенсільванія. Населення — 1183 особи (2020).

## Демографія
Згідно з переписом 2010 року, у селищі мешкало 1290 осіб у 515 домогосподарствах у складі 373 родин. Було 652 помешкання
Расовий склад населення:
| - 99,3 % — білих - 0,2 % — азіатів - 0,1 % — чорних або афроамериканців |

До двох чи більше рас належало 0,5 %. Частка іспаномовних становила 0,5 % від усіх жителів.
За віковим діапазоном населення розподілялося таким чином: 22,7 % — особи молодші 18 років, 60,9 % — особи у віці 18—64 років, 16,4 % — особи у віці 65 років та старші. Медіана віку мешканця становила 42,6 року. На 100 осіб жіночої статі у селищі припадало 104,8 чоловіків;  на 100 жінок у віці від 18 років та старших — 102,6 чоловіків також старших 18 років.
Середній дохід на одне домашнє господарство  становив 56 863 долари США (медіана — 50 313), а середній дохід на одну сім'ю — 63 740 доларів (медіана — 56 750). Медіана доходів становила 47 500 доларів для чоловіків та 32 321 долар для жінок. За межею бідності перебувало 10,6 % осіб, у тому числі 13,1 % дітей у віці до 18 років та 12,9 % осіб у віці 65 років та старших.
Цивільне працевлаштоване населення становило 497 осіб. Основні галузі зайнятості: освіта, охорона здоров'я та соціальна допомога — 26,8 %, виробництво — 14,9 %, будівництво — 13,1 %.